# Marquês de Cascais
Marquês de Cascais é um título nobiliárquico português com Honras de Parente criado por D. João IV por Carta de 19 de Novembro de 1643 em favor de D. Álvaro Pires de Castro e Sousa, 6.º Conde de Monsanto, quando foi nomeado Embaixador junto da Corte de Paris, no início da Guerra da Restauração (1640-1668).
O título de Conde de Monsanto de juro e herdade com Honras de Parente pertencia a uma das mais antigas e ilustres linhagens ibéricas: este título, cuja criação remonta a 1460, correspondia a um dos mais antigos condados de Portugal, e a linhagem tinha origens nos Condes de Lemos, da Galiza, considerada uma das Casas mais ilustres de Castela, e descendentes por varonia legítima dos Reis de Leão. Sempre a partir de 1643 estiveram os dois títulos associados; no entanto, já desde o primeiro Conde de Monsanto esteve a vila de Cascais sempre associada ao condado, como se explica infra.
Anselmo Braamcamp Freire no Vol. I dos seu Brasões da Sala de Sintra, dedica o Cap. III aos Castros de seis arruelas, incluindo o ramo dos Condes de Monsanto mais tarde Marqueses de Cascais.
Também António Caetano de Sousa, nas Memorias Historicas e Genealogicas dos Grandes de Portugal, dedicou um capítulo às origens e genealogias destes títulos, ainda que o 4.º Marquês de Cascais e 11.º Conde de Monsanto à data da terceira edição da obra em 1755 já tivesse falecido sem descendência dez anos antes.

## Senhores de Cascais

Limites aproximados do termo de Cascais nos séculos XIV-XV comparados com os atuais

### 1.ª Criação
- Gomes Lourenço de Avelar, 1.º Senhor de Cascais

### 2.ª Criação
- D. Henrique Manuel de Vilhena,  1.º Senhor de Cascais

### 1.ª Criação restaurada
- Sancho Gomes de Avelar, 2.º Senhor de Cascais

### 2.ª Criação restaurada
- D. Henrique Manuel de Vilhena,  1.º Senhor de Cascais

### 3.ª Criação
- João Afonso das Regras, 1.º Senhor de Cascais
- Branca da Cunha, 2.ª Senhora de Cascais
  - D. Afonso da Guerra, 2.º Senhor Consorte de Cascais
- D. Isabel da Cunha, 3.ª Senhora de Cascais
  - D. Álvaro de Castro, 3.º Senhor Consorte de Cascais e 1.º Conde de Monsanto
- D. João de Castro, 4.º Senhor de Cascais e 2.º Conde de Monsanto
- D. Joana de Castro, 5.ª Senhora de Cascais e 3.ª Senhora de Monsanto
  - D. João de Noronha, 5.º Senhor Consorte de Cascais, 3.º Senhor Consorte de Monsanto e 1.º Senhor de Sortelha
- D. Pedro de Castro, 6.º Senhor de Cascais e 3.º Conde de Monsanto
- D. Luís de Castro, 7.º Senhor de Cascais e 5.º Senhor de Monsanto
- D. António de Castro, 8.º Senhor de Cascais e 4.º Conde de Monsanto
- D. Luís de Castro, 9.º Senhor de Cascais e 5.º Conde de Monsanto
- D. Álvaro Pires de Castro e Sousa (c. 1590 - 1674), 10.º Senhor e 1.º Marquês de Cascais e 6.º Conde de Monsanto

## Condes de Monsanto (1460)

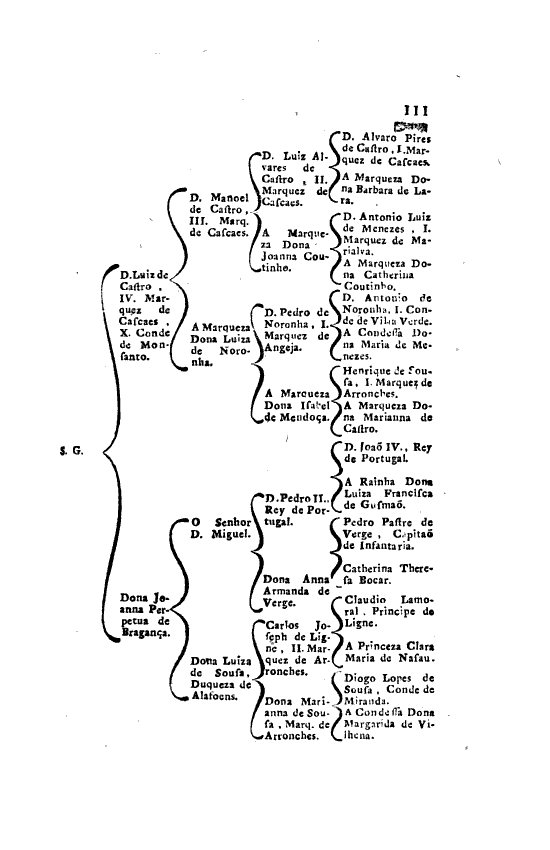
Costados dos Marqueses de Cascais, nas Memorias Historicas e Genealogicas dos Grandes de Portugal de António Caetano de Sousa.

O condado de Monsanto fora criado em 21 de Maio de 1460 por D. Afonso V de Portugal a favor de D. Álvaro de Castro, bisneto do conde e condestável D. Álvaro Pires de Castro já mencionado.
O primeiro Conde de Monsanto casou com D. Isabel da Cunha, filha de D. Afonso, senhor de Cascais, etc., filho este do bastardo Infante D. João, filho de D. Pedro I e D. Inês de Castro, também esta da família do primeiro conde.
Assim vemos que, através desta sua mulher, que entre outros herdara o senhorio de Cascais de seu pai, sempre esteve o senhorio da vila de Cascais ― elevada a vila por D. Pedro I ― associado aos Condes de Monsanto, que por isso mesmo foram feitos Marqueses desta vila mais tarde.
De destacar ainda a existência em Portugal de dois ramos distintos dos Castros, com armas diferentes:
- Os descendentes de D. Álvaro Pires de Castro (1310-1384), filho bastardo do grande nobre galego D. Pedro Fernandes de Castro, o da Guerra. D. Álvaro era meio-irmão bastardo de D. Fernando Rodrigues de Castro, chamado Toda a Lealdade de Espanha, e ainda de D. Inês de Castro. Foi conde e condestável de Portugal. Estes são os Castro ditos de seis arruelas, de que descendem os Condes de Monsanto e Marqueses de Cascais.
- Os descendentes de um sobrinho homónimo de D. Álvaro Pires de Castro, filho do supra citado D. Fernando Rodrigues de Castro, Toda a Lealdade de Espanha. Estes são os Castro ditos de treze arruelas, a quem Braamcamp Freire também dedica um capítulo da sua obra.[3]

D. Martim Afonso de Castro, filho do 4.º Conde de Monsanto, foi Vice-Rei da Índia em 1605-1607.

### Titulares
1. D. Álvaro de Castro, 1.º Conde de Monsanto (c. 1420 - 1471)
2. D. João de Castro, 2.º Conde de Monsanto (c. 1440 - 1496)
3. D. Pedro de Castro, 3.º Conde de Monsanto (c. 1460 - 1529)
4. D. António de Castro, 4.º Conde de Monsanto (c. 1530 - 1602)
5. D. Luís de Castro, 5.º Conde de Monsanto (c. 1560 - 1612)
6. D. Álvaro Pires de Castro e Sousa (c. 1590 - 1674), 6.º Conde de Monsanto, feito 1.º Marquês de Cascais.

### Armas
As dos Marqueses de Cascais.

## Marqueses de Cascais (1643)

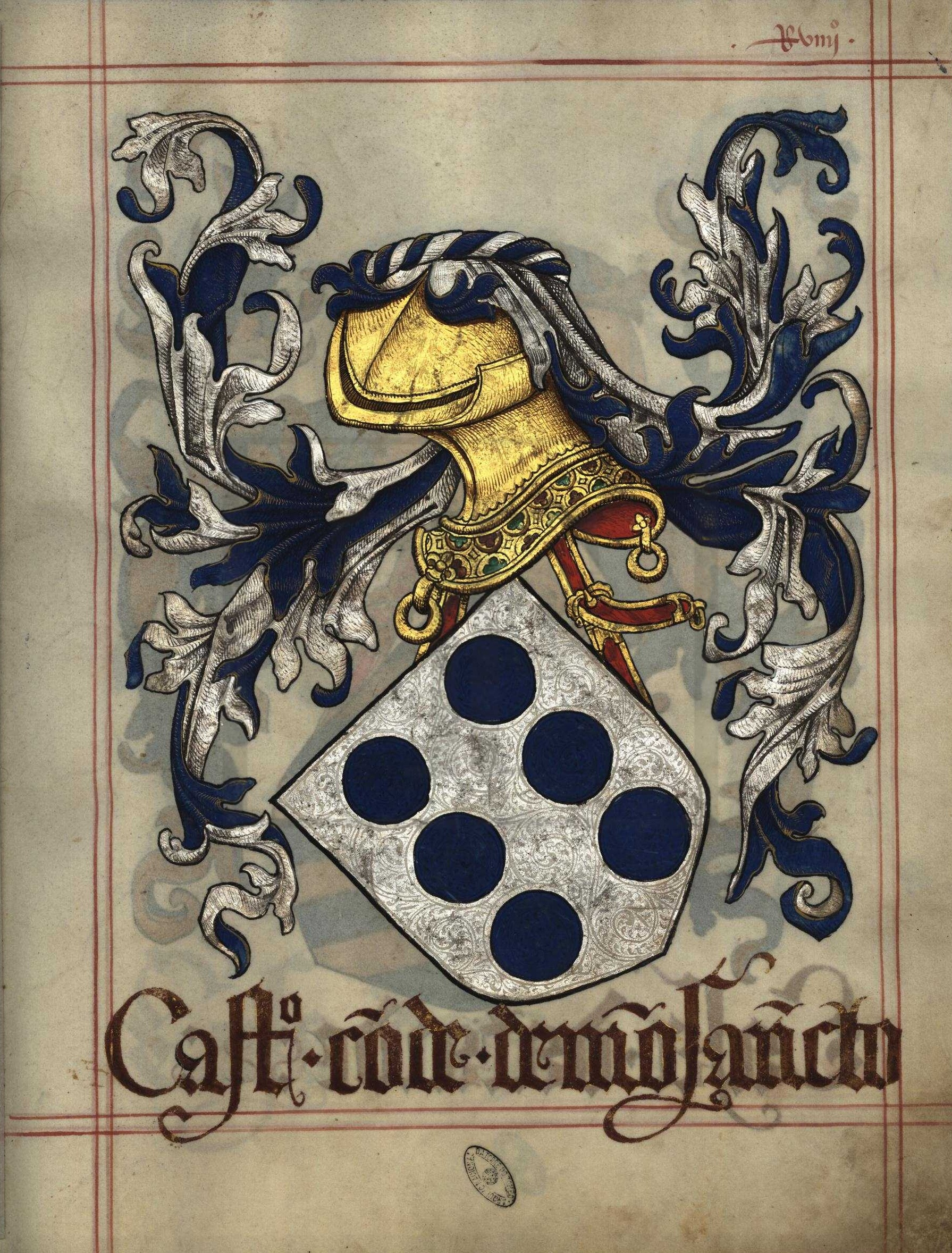
Castro conde de Monsanto, in Livro do Armeiro-Mor (fl 49^{r}) (1509): de prata, com seis arruelas de azul. Armas dos Castros Condes de Monsanto (1460) e mais tarde Marqueses de Cascais (1643).

Como ficou explicado, o 6.º Conde de Monsanto foi feito Marquês de Cascais em 1643, durante a Guerra da Restauração contra Espanha, por ocasião de ser nomeado embaixador a Paris esse mesmo ano.

### Titulares
1. D. Álvaro Pires de Castro e Sousa (c. 1590 - 1674), 10.º Senhor e 1.º Marquês de Cascais e 6.º Conde de Monsanto
2. D. Luís Álvares de Castro (1644 - 1720), 2.º Marquês de Cascais e 7.º Conde de Monsanto
3. D. Manuel José de Castro Noronha Sousa e Ataíde (1666 - 1742), 3.º Marquês de Cascais e 8.º Conde de Monsanto, Alcaide-Mor de Cascais por Carta de D. João V de Portugal de 8 de Abril de 1722[4][5]
  1. D. Fernando de Noronha (1667 - 1722), 9.º Conde de Monsanto
  2. D. José Maria Leonardo de Castro (1714 - 1716), 10.º Conde de Monsanto
4. D. Luís José de Castro Noronha Ataíde e Sousa (1717 - 1745), 4.º Marquês de Cascais e 11.º Conde de Monsanto e 8.° Conde da Castanheira.

O 4.º Marquês de Cascais e 11.º Conde de Monsanto e 8.° Conde da Castanheira morreu sem descendência, o que levou a que o uso do título não fosse reclamado e a Casa revertesse para a Coroa.

### Armas

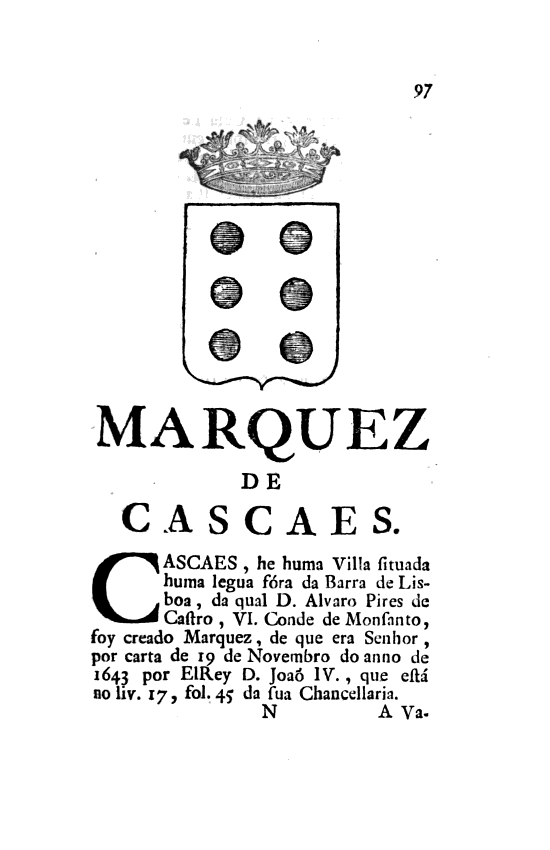
Armas dos Marqueses de Cascais, na obra de Caetano de Sousa (1755)

As armas dos Castros Marqueses de Cascais e Condes de Monsanto eram: de prata, com seis arruelas de azul, alinhadas em duas palas, 3 e 3. Estas armas encontram-se no Livro do Armeiro-Mor (fl 49r), no Livro da Nobreza e Perfeiçam das Armas (fl 9v), no Thesouro de Nobreza (fl 23r), etc.
Quanto ao Timbre dos Castros, Braamcamp Freire descreve várias variantes existentes:
- uma "roda de navalhas de Santa Caterina, a roda de sua côr, as navalhas de prata", que são as que se podem ver na Sala de Sintra, e que era o timbre dos senhores do morgado de Penha Verde, adoptado por um filho de D. João de Castro, Vice-rei da Índia (1545-1548).
- "um lião nascente, ou de oiro, ou de prata, e umas vezes carregado com os móveis do escudo, outras não", que é o comum.
- "um caranguejo de prata, carregado das seis arruelas do escudo", que é o geralmente dado à Casa de Monsanto, em alusão ao marisco existente em Cascais, o qual, inclusivamente, deu o nome à terra.

No entanto, António Caetano de Sousa nas suas Memorias Historicas e Genealogicas dos Grandes de Portugal esclarece ser o timbre dos Marqueses de Cascais "meyo Leaõ de ouro."
Para esclarecimento, as armas dos Castros ditos de treze arruelas eram: de ouro, com treze arruelas de azul, alinhadas em três palas, 4, 5, e 4. Timbre: lião nascente de oiro, armado e linguado de vermelho, nas palavras de Braamcamp Freire. Estas armas também se encontram em todas as obras mencionadas supra.

### Condados do século XV
- Conde de Vila Real (1424)
- Conde de Marialva (1440)
- Conde de Odemira (1442)
- Conde de Atouguia (1448)
- Conde de Valença (1464)
- Conde de Abrantes (1476)
- Conde de Caminha (1476)
- Conde de Olivença (1476)
- Conde de Cantanhede (1479)
- Conde da Feira (1481)
- Conde de Alcoutim (1496)
- Conde de Portalegre (1498)